# Кибдо
Кибдо́ (исп. Quibdó) — город на западе Колумбии, административный центр департамента Чоко́.
Основан в 1654 году и назван Сан-Франсиско-де-Кибдо. С 1948 года — административный центр департамента Чоко. Является административным и экономическим центром региона. В регионе добываются золото и платина. Население 104 309 жителей (2008).
Находится на высоте 53 м над уровнем моря. 
Одно из самых влажных мест Латинской Америки и одно из самых влажных регионов планеты (средний уровень осадков около 8500 мм).
Через город протекает река Атрато. Развит речной, автомобильный транспорт и воздушное сообщение.

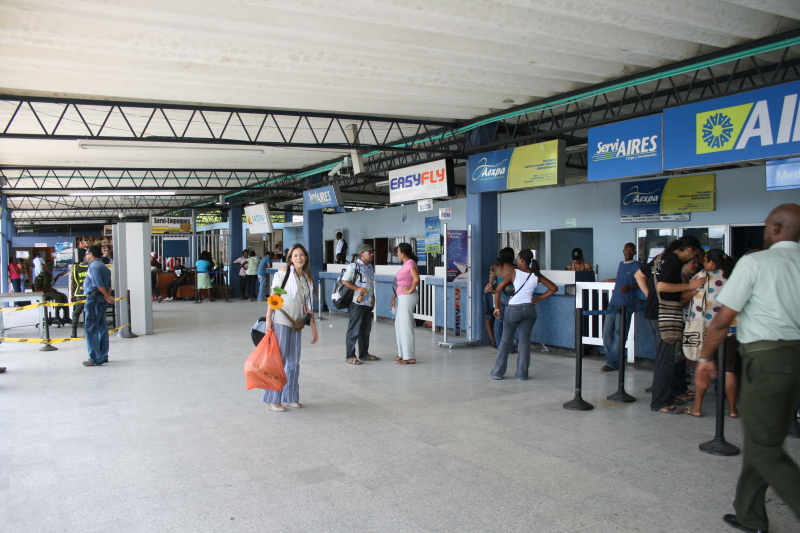
Аэропорт Эль-Караньо в 2 км от города Кибдо

## Климат
В Кибдо чрезвычайно влажный и облачный климат тропических лесов (Köppen Af) без заметных сезонов. Здесь выпадает самое большое количество осадков в Южной Америке и среди всех городов такого размера или больше (в самом влажном городе большего размера, Монровии в Либерии, ежегодно выпадает на 3050 миллиметров (120 дюймов) меньше осадков, чем в Кибдо). 
Известен как одно из самых влажных мест Латинской Америки, количество осадков составляет 8989 мм в год и 10 700 мм в год. В 1939 году зафиксирован абсолютный максимум осадков — 15 058 мм.
Дождь почти каждый день выпадает из облаков в сильные грозы; в регионе круглый год сезон дождей. Около 309 дней (84 %) в году дождливые. Солнечные периоды редко длятся дольше нескольких часов после восхода солнца. В Кибдо светит всего 1276 часов в год, и он считается одним из самых облачных городов в мире. Самый солнечный месяц - июль, обычно за весь месяц светит 135 часов.
Большое количество осадков происходит из-за того, что Анды к востоку от города блокируют западные ветры, движимые Зоной межтропической конвергенции. В течение всего года из-за течения Гумбольдта у западного побережья Южной Америки эти ветры остаются сосредоточенными на севере континента на долготе Кибдо. В результате чрезвычайно нестабильный восходящий воздух из зоны межтропической конвергенции постоянно вынужден подниматься над равниной Чоко; по мере остывания огромное количество влаги выпадает в виде дождя. Более того, из-за буйной природы и биоразнообразия в регионе явления биотического насоса вызывают низкоуровневую струю Чоко, еще один важный фактор, направляющий атмосферную влагу из Тихого океана в колумбийские Анды.
Чоко является одним из самых влажных регионов планеты, средний уровень осадков около 8500 мм.
В июле 1947 года был зарегистрирован абсолютный максимум осадков за месяц — 3569 мм.
| Показатель                                                         | Янв.  | Фев.  | Март  | Апр.  | Май   | Июнь  | Июль  | Авг.  | Сен.  | Окт.  | Нояб. | Дек.  | Год    |
| ------------------------------------------------------------------ | ----- | ----- | ----- | ----- | ----- | ----- | ----- | ----- | ----- | ----- | ----- | ----- | ------ |
| Абсолютный максимум, °C                                            | 36,6  | 35,0  | 35,4  | 37,0  | 35,0  | 38,0  | 36,8  | 35,4  | 35,0  | 34,8  | 35,4  | 34,6  | 38,0   |
| Средний суточный максимум, °C                                      | 30,1  | 30,2  | 30,4  | 30,8  | 31,0  | 31,2  | 31,1  | 31,0  | 30,7  | 30,4  | 30,2  | 29,6  | 30,6   |
| Средняя температура, °C                                            | 26,2  | 26,4  | 26,6  | 26,6  | 26,7  | 26,6  | 26,6  | 26,4  | 26,2  | 26,0  | 26,0  | 26,0  | 26,4   |
| Средний суточный минимум, °C                                       | 23,0  | 23,1  | 23,2  | 23,4  | 23,2  | 23,0  | 22,8  | 22,9  | 22,8  | 22,7  | 22,8  | 23,0  | 23,0   |
| Абсолютный минимум, °C                                             | 19,0  | 21,0  | 20,8  | 20,0  | 20,0  | 19,0  | 19,8  | 19,6  | 20,0  | 18,0  | 20,0  | 20,0  | 18,0   |
| Норма осадков, мм                                                  | 579,3 | 505,4 | 526,1 | 654,6 | 776,2 | 761,6 | 802,6 | 851,7 | 702,4 | 654,0 | 728,1 | 588,5 | 8130,5 |
| Источник: http://www.ideam.gov.co/sectores/aero/climat/index41.htm |       |       |       |       |       |       |       |       |       |       |       |       |        |